# زوطر الشرقية
زوطر الشرقية  هي إحدى القرى اللبنانية من قرى قضاء النبطية في محافظة النبطية.
تبعد زوطر الشرقية 75 كلم (46.605 مي) عن بيروت عاصمة لبنان. ترتفع 500 م (1640.5 قدم - 546.8 يارد) عن سطح البحر وتمتد على مساحة 419 هكتاراً (4.19 كلم²- 1.61734 مي²).

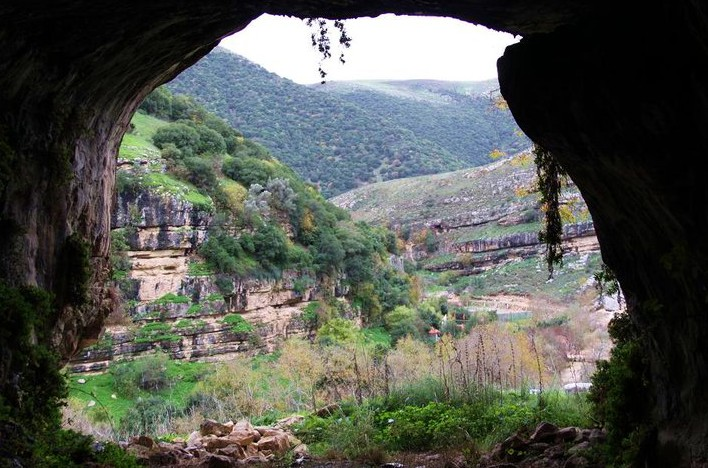
أحد الكهوف النبطية في قرية زوطر الشرقية